# Montacuta ferruginosa
Montacuta ferruginosa är en musselart som först beskrevs av Montagu 1808. Enligt Catalogue of Life ingår Montacuta ferruginosa i släktet Montacuta och familjen Lasaeidae, men enligt Dyntaxa är tillhörigheten istället släktet Montacuta och familjen Montacutidae. Arten är reproducerande i Sverige. Inga underarter finns listade i Catalogue of Life.